# Svea Norén
Svea Placida Mariana Norén (Estocolmo, 5 de outubro de 1895 – Lidingö, 9 de maio de 1985) foi uma patinadora artística sueca. Ela conquistou uma medalha de prata olímpica em 1920, e conquistou três medalhas em campeonatos mundiais, sendo uma de prata e duas de bronze.

## Principais resultados
| Resultados                                            | Resultados       | Resultados    | Resultados        | Resultados      | Resultados    | Resultados      | Resultados       | Resultados       | Resultados        | Resultados      | Resultados    | Resultados    | Resultados    | Resultados    |
| Internacional                                         | Internacional    | Internacional | Internacional     | Internacional   | Internacional | Internacional   | Internacional    | Internacional    | Internacional     | Internacional   | Internacional | Internacional | Internacional | Internacional |
| Evento/Temporada                                      | 1909– 1910       |               | 1911– 1912        | 1912– 1913      |               | 1914– 1915      |                  | 1916– 1917       |                   | 1918– 1919      | 1919– 1920    |               | 1921– 1922    | 1922– 1923    |
| ----------------------------------------------------- | ---------------- | ------------- | ----------------- | --------------- | ------------- | --------------- | ---------------- | ---------------- | ----------------- | --------------- | ------------- | ------------- | ------------- | ------------- |
| Jogos Olímpicos                                       |                  |               |                   |                 |               |                 | Medalha de prata |                  |                   |                 |               |               |               |               |
| Campeonato Mundial                                    |                  |               | Medalha de bronze |                 |               |                 |                  | Medalha de prata | Medalha de bronze |                 |               |               |               |               |
| Nacional                                              |                  |               |                   |                 |               |                 |                  |                  |                   |                 |               |               |               |               |
| Campeonato Sueco                                      | Medalha de prata |               | Medalha de bronze | Medalha de ouro |               | Medalha de ouro |                  | Medalha de ouro  |                   | Medalha de ouro |               |               |               |               |
|                                                       |                  |               |                   |                 |               |                 |                  |                  |                   |                 |               |               |               |               |
| Legenda: Competição não foi disputada nesta temporada |                  |               |                   |                 |               |                 |                  |                  |                   |                 |               |               |               |               |